# Sangiran
Sangiran je archeologické naleziště na ostrově Jáva v Indonésii. Jeho rozloha činí 48 km². Leží v provincii Jawa Tengah (Střední Jáva), asi 15 km od Surakarty v údolí řeky Solo. V roce 1996 bylo toto naleziště zařazeno na seznam světového dědictví. 
Oblast začal prozkoumávat v roce 1934 německý antropolog Gustav Heinrich Ralph von Koenigswald. V následujících letech zde byl objeveny pozůstatky jednoho z nejranějších předků člověka - Pithecanthropus erectus ("Jávský muž", nyní reklasifikován jako část druhu Homo erectus). Bylo zde nalezeno kolem 60 dalších fosílií lidských předků, mezi nimi např. Megantrophus palaeo, což činí přibližně polovinu všech světových nálezů podobného typu.